# Sociedade Feminina Contra a Poluição Ambiental (WSAEP)
A Associação Feminina Contra a Poluição Ambiental (WSAEP, em Farsi: جامعه زنان در برابر آلودگی محیط زیست ) é uma organização não governamental de direitos das mulheres e ambientais, com sede no Irão .

## História
A organização foi fundada em 1993 por Mahlagha Mallah, uma bibliotecária aposentada da Universidade de Teerão, e Victoria Jamali, especialista em direito ambiental. 
Em 1978, Mallah começou a investigar a poluição em Teerão. De seguida, ela abordou as embaixadas estrangeiras na cidade para conhecer os movimentos ambientalistas internacionais.  A Revolução de 1979 e a Guerra Irã-Iraque interromperam o progresso ambiental do Irão.  Em 1993, Mallah e o marido criaram a sociedade que foi registada em 1995 no Ministério do Interior,  e posteriormente no Departamento do Ambiente.  Este registo permitiu à organização trabalhar abertamente, mas  proíbe a WSAEP de criticar o governo.  Isto significa que as suas campanhas são catalogadas como técnicas e não políticas. 
A primeira filial do WSAEP foi criada em Isfahan .  Embora a WSAEP seja uma associação que enfatiza o papel que as mulheres nas questões ambientais, os homens também podem ser membros. 

## Campanhas
A partir de 2001, a WSAEP tem desenvolvido campanhas em que pede a melhoria da qualidade do ar em Teerão, através da redução do número de carros antigos nas estradas e a proibição de carros que transportem apenas o condutor.  Entre as acções organizadas pela associação destacam manifestações que envolveram a participação das crianças locais.  Sob a influência de Victoria Jamali, a associação defendeu a implementação de leis ambientais ao estilo ocidental.  Para além disto, a organização produz produtos educacionais gratuitos, que visam melhorar a consciência pública sobre os desafios ambientais que o Irão enfrenta. 
Trabalhar com mulheres para criar produtos a partir de materiais reciclados é outra vertente do trabalho da WSAEP.  A sociedade enfatiza a importância das mulheres pois são elas que elas controlam o que acontece em casa, logo desempenham um papel determinante quando o assunto é reciclagem e poluição.  A WSAEP também foi fundamental uma campanha de planeamento familiar no Irão. 
A organização publica a revista فرياد زامين ( Faryad-e-Zamin - Grito da Terra), que editada por Victoria Jamali, tem como objectivo é ensinar as famílias a reciclar e a gerirem os resíduos. Em 2015, a revista chegava a mais de 25.000 famílias.  
Criou um um programa para jovens - a Earth's Fans Society - que oferece educação ambiental a escolas e jardins de infância.  Para além disto, têm trabalhado com universidades para que seja ratificada a inclusão de um curso optativo em gestão ambiental nas licenciaturas, e  como dar formação ambiental a trabalhadores rurais. 

## Prémios
Em 2016, a filial da WSAEP em Isfahan, foi distinguida com o Prémio Ambiental Nacional do Irão. 

## Legado
O trabalho da sociedade foi descrito como "não ameaçador" para o governo. 